# Acer wangchii
Acer wangchii é uma espécie de árvore do gênero Acer, pertencente à família Aceraceae.